# Der Passfälscher
Der Passfälscher (Engelse titel: The Forger) is een Duits-Luxemburgse dramafilm uit 2022, geregisseerd door Maggie Peren.  Het is een filmbiografie over Cioma Schönhaus, die de Tweede Wereldoorlog overleefde omdat hij onder meer paspoorten vervalste.

## Verhaal
Het verhaal speelt zich af in 1942. Cioma Schönhaus, een jonge Joodse man en graficus, besluit zich in Berlijn te verstoppen door een valse identiteit als marineofficier aan te nemen. Hiermee kan hij zich ongemerkt onder de mensen begeven. Hij heeft ook een talent voor het vervalsen van papieren, wat veel mensen redt die op de vlucht zijn voor de nationaalsocialisten. Maar dit is niet zonder gevaren.

## Rolverdeling
| Acteur          | Personage       |
| --------------- | --------------- |
| Louis Hofmann   | Cioma Schönhaus |
| Jonathan Berlin | Det Kassriel    |
| Nina Gummich    | Mevr. Peters    |
| André Jung      | Dhr. Dietrich   |
| Luna Wedler     | Gerda           |
| Marc Limpach    | Dhr. Kaufmann   |

## Productie
De film is opgenomen van 18 januari tot 2 maart 2021 in Duitsland en Luxemburg. In Luxemburg werd gefilmd in de hallen van ArcelorMittal-Schifflange, in de kazematten en in het industriepark Fond-de-Gras.

## Release
De film ging in première op 13 februari 2022 op het Internationaal filmfestival van Berlijn.

## Prijzen en nominaties
| Jaar | Prijs                 | Categorie  | Genomineerde(n) | Uitslag     |
| ---- | --------------------- | ---------- | --------------- | ----------- |
| 2022 | Vukovar Film Festival | Beste film | Maggie Peren    | Genomineerd |